# Sarcoglottis viscosa
Sarcoglottis viscosa är en orkidéart som beskrevs av Dariusz Lucjan Szlachetko och Piotr Rutkowski. Sarcoglottis viscosa ingår i släktet Sarcoglottis och familjen orkidéer. Inga underarter finns listade i Catalogue of Life.